# Пфицмайер, Август
Филипп Август Пфицмайер (нем. Philipp August Pfizmaier; 17 марта 1808, Карлсбад — 15 мая 1887, Вена) — австрийский востоковед и переводчик.
Сын хозяина трактира. С 11-летнего возраста учился в Дрездене на повара, в 14 лет вернулся в Чехию, учился в гимназиях в Праге и Пильзене, продемонстрировав большую одарённость в изучении иностранных языков, но затем получил в Праге медицинское образование и в 1835—1838 гг. работал в Карлсбаде курортным врачом. После этого перебрался в Вену, предпринял безуспешную попытку основать собственную газету и продолжил изучать самоучкой различные языки. В 1839 году опубликовал сборник стихов средневекового турецкого поэта Лямии «Прославление города Бурса» (нем. Die Verherrlichung der Stadt Bursa) в своём переводе на немецкий.
В 1843—1848 гг. преподавал восточные языки в Венском университете. В 1848 году стал одним из двенадцати академиков-учредителей историко-филологического отделения Императорской Академии наук в Вене и посвятил себя исключительно переводу и научной работе. Напечатал словарь турецкого языка, словари японского и айнского языков (оба неоконченные), ряд публикаций о китайских и японских литературных и исторических сочинениях, отдельные научные публикации по другим восточным языкам вплоть до алеутского. Перевёл на немецкий язык множество китайских и японских произведений разных эпох, первая крупная публикация — вышедший по-немецки в 1847 году роман Рютэя Танэхико. На протяжении многих лет публиковал в среднем около 200 страниц китайских переводов и около 125 страниц японских переводов ежегодно. Среди других работ Пфицмайера — книга «Юродивые и скопцы в России» (нем. Die Gottesmenschen und Skopzen in Russland; 1883).
Определённую известность приобрела история о том, что о Франко-прусской войне Пфицмайер узнал только из китайских газет.